# Rudolf Pokorny
Rudolf Pokorny (* 10. Juli 1950 in Aachen; † 4. Juli 2024) war ein deutscher Historiker und langjähriger Mitarbeiter der Monumenta Germaniae Historica (MGH).

## Leben und Wirken
Pokorny studierte an der RWTH Aachen. Im Rahmen seiner (nicht eigens veröffentlichten) Dissertation gab er 1995 zwei Bände der Capitula Episcorum heraus. Dabei handelt es sich um eine Edition von Bischofskapitularien aus der Karolingerzeit. Bereits am ersten Band, 1984 von Peter Brommer veröffentlicht, hatte Pokorny mitgearbeitet. 2005 erschien der vierte, der Ergänzungen und ein Register enthält.
Von 1979 bis 1987 war Pokorny Wissenschaftlicher Mitarbeiter bei den MGH, seit 1987 am Seminar für Mittlere und Neuere Geschichte der Georg-August-Universität Göttingen. Von 1997 bis 2000 leitete er das Deutsche Studienzentrum in Venedig, danach arbeitete er wieder für die MGH. Dort blieb er bis zum Eintritt in den Ruhestand 2015.
Rudolf Pokorny starb im Juli 2024 nach kurzer schwerer Krankheit.
Neben den oben erwähnten Kapitularien veröffentlichte Pokorny zwei Monographien sowie zahlreiche Fachaufsätze, die meisten davon im Deutschen Archiv für Erforschung des Mittelalters. Durchweg geht es um Quellen zur Kirchengeschichte des frühen und hohen Mittelalters bzw. um Probleme bei deren Herausgabe und Deutung. Die meisten dieser Quellen stammen aus dem süddeutschen und französischen Raum. Pokornys Habilitation über das Lateinische Kaiserreich blieb unvollendet, ebenso ein Editionsprojekt zur Bodensee-Chronistik des 11. Jahrhunderts.

## Publikationen
Quelleneditionen
- Capitula Episcorum
  - Teil 2: Kirchenprovinzen Reims, Tours, Lyon (= Monumenta Germaniae Historica: Leges 2,2), Hahn, Hannover 1995, ISBN 3-7752-5148-0.
  - Teil 3: Westfrankreich; Lotharingen; Kirchenprovinzen Mainz, Salzburg, Mailand; Süditalien (= Monumenta Germaniae Historica: Leges 2,3), Hahn, Hannover 1995, ISBN 3-7752-5148-0.
  - Teil 4: Die Textgattungen, Ergänzungen, Register (= Monumenta Germaniae Historica: Leges 2,4), Hahn, Hannover 2005, ISBN 3-7752-5148-0.

Monographien
- mit Hartmut Hoffmann: Das Dekret des Bischofs Burchard von Worms. Textstufen – Frühe Verbreitung – Vorlagen (= Monumenta Germaniae Historica, Hilfsmittel. Band 12). Monumenta Germaniae Historica, München 1991, ISBN 3-88612-033-3.
- Augiensia: ein neu aufgefundenes Konvolut von Urkundenabschriften aus dem Handarchiv der Reichenauer Fälscher des 12. Jahrhunderts. Hahn, Hannover 2010, ISBN 978-3-7752-5708-4.

Aufsätze (Auswahl)
- Die Kanones der Trierer Synode des Jahres 927 (?): ein Textfund zu den Capitula Ruotgers von Trier. In: Deutsches Archiv für Erforschung des Mittelalters 38 (1982), S. 1–25.
- Eine Brief-Instruktion aus dem Hofkreis Karls des Großen an einen geistlichen Missus. In: Deutsches Archiv für Erforschung des Mittelalters 52 (1996), S. 57–83.
- Sirmonds verlorener Lütticher Codex der Hinkmar-Schriften: ein erhaltenes Inhaltsverzeichnis. In: Deutsches Archiv für Erforschung des Mittelalters 66 (2010), S. 511–533.
- Ein neues Todesdatum für den lateinischen Kaiser Robert von Konstantinopel: 6. November 1226. In: Deutsches Archiv für Erforschung des Mittelalters 72 (2016), S. 95–140.
- Magister Dungals „Opus excerptum“, ein Konzil von Olonna (823?) und Ludwigs des Frommen Agenda für die Kirchenreform im regnum Italiae ab 822. In: Deutsches Archiv für Erforschung des Mittelalters 77 (2021), S. 23–66.